# Dominik Josef Doubrava
D. Dominik Josef Doubrava, O.Praem. (7. prosince 1945 Brod u Nechvalic – 23. ledna 2019) byl český římskokatolický duchovní, strahovský premonstrát a spisovatel.

## Životopis
Narodil se v Brodu u Nechvalic na Příbramsku. Po maturitě absolvoval dvouletou vojenskou službu. Od roku 1967 do roku 1972 studoval Cyrilometodějskou bohosloveckou fakultu v Litoměřicích. Do semináře vstoupil za pražskou diecézi. Během studií vstoupil tajně do premonstrátského řádu (1969), 2. února 1972 složil v Praze na Strahově slavné sliby. Kněžské svěcení přijal 24. června 1972. )
Jako řeholník nedostal státní souhlas pro veřejné působení v Čechách. Díky intervenci brněnského kapitulního vikáře Ludvíka Horkého mohl svou veřejnou kněžskou službu v brněnské diecézi. Jako kooperátor působil v Dambořicích (1972), v Břeclavi (1973– 75) a v Jihlavě (1975–76). Dalších čtrnáct let spravoval farnost v Rožné nad Pernštejnem. Při obnově řeholního života po roce 1989 ho strahovský opat uvolnil pro výpomoc do novoříšské premonstrátské kanonie. Od srpna 1990 do srpna 1991 byl ustanoven farářem v Brně-Židenicích. Od roku 1991 se na deset let stal farářem jihlavské farnosti u sv. Jakuba. V letech 2001–2009 působil jako farář na poutním místě na Svatém Kopečku u Olomouce. Jeho posledním farářským působištěm byla farnost Lhenice (2009–15) v českobudějovické diecézi.
Ve všech svěřených farnostech vydával brožované mozaiky moudrosti a zkušenosti (Roženská mozaika, Židenická mozaika, Jihlavská mozaika či Mozaika sebevýchovy).
Vzhledem ke zdravotním potížím poslední část svého života strávil v kněžských domovech v Českých Budějovicích-Suchém Vrbném a ve Veselí nad Lužnicí.